# Dromaeolus barnabita
Dromaeolus barnabita är en skalbaggsart som först beskrevs av Martín Villa Carenzo 1838.  Dromaeolus barnabita ingår i släktet Dromaeolus, och familjen halvknäppare. Enligt den svenska rödlistan är arten akut hotad i Sverige. Arten förekommer i Svealand. Artens livsmiljö är skogslandskap, jordbrukslandskap.